# 第二次性徴

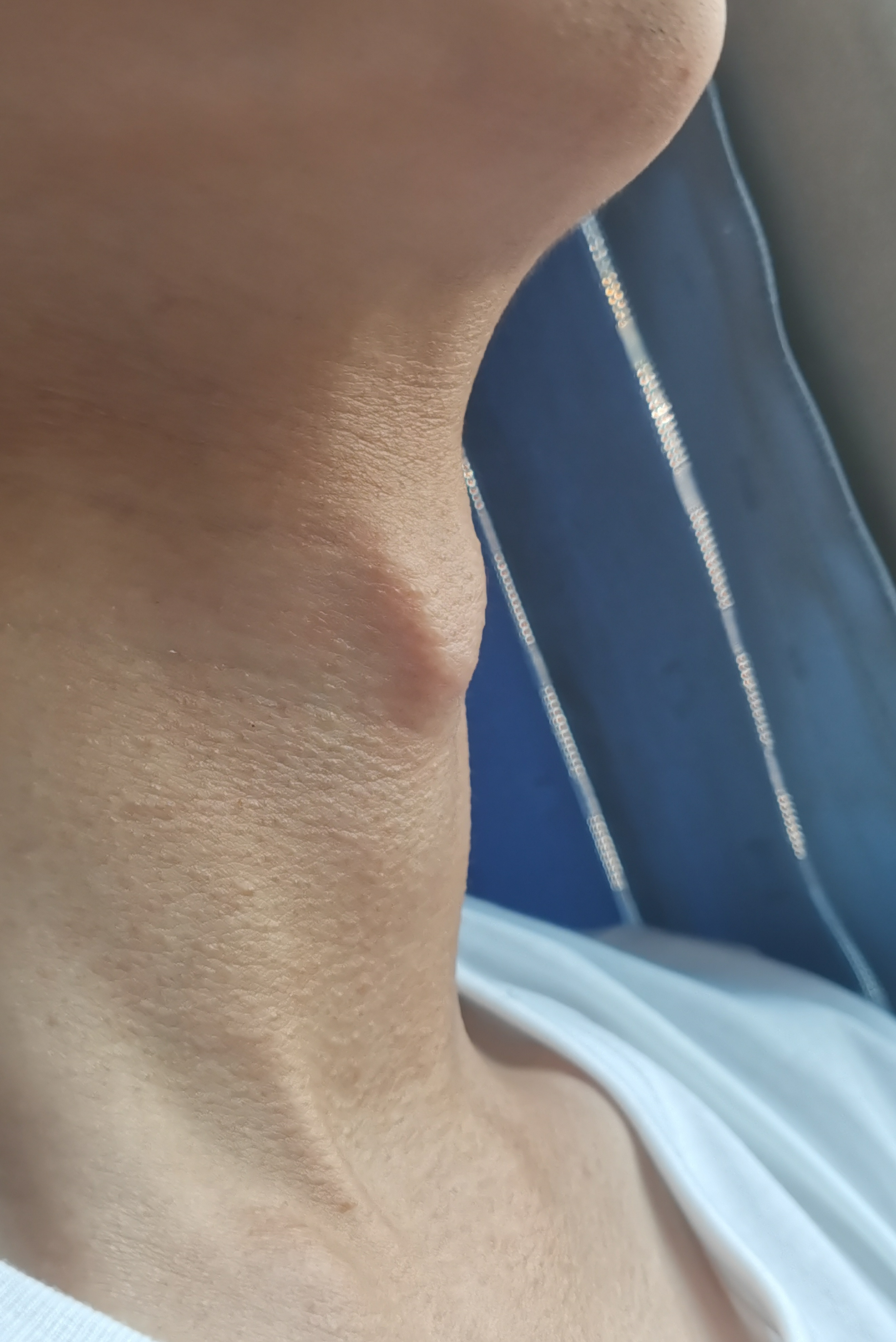
成人男性の喉頭隆起

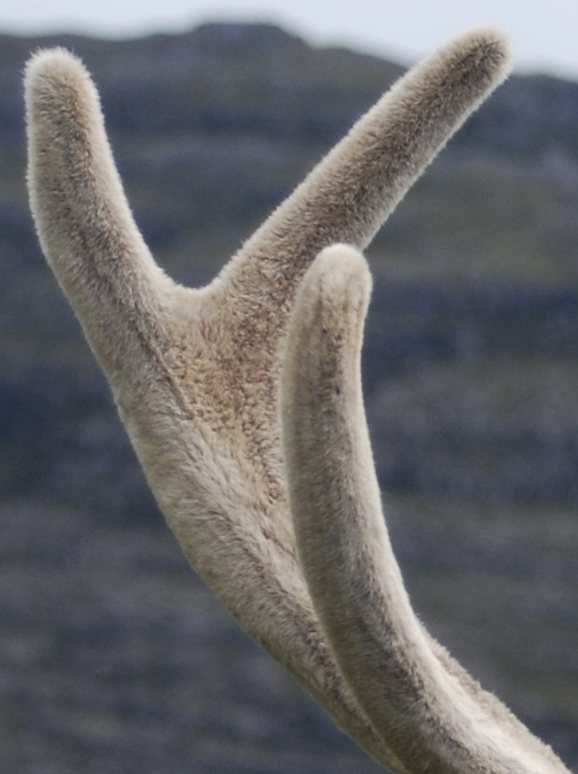
雄鹿の枝角も第二次性徴。他に、雄ライオンのたてがみ、雄鶏の鶏冠なども第二次性徴である。

第二次性徴（だいにじせいちょう、英: Secondary sex characteristic）は、体全体での生物学的性差である。性的に成熟する過程で雌雄の形態の差を生じる現象は性的二形といわれ、多くの生物に見られる。ヒトにおいては、当初は第一次性徴のみの外形的性差が見られ、タナー段階では男性器（男性）・乳房（女性）・陰毛（男女とも）が現れ、生殖能力は持たないが、それ以降はその発達成熟に伴って第二次性徴が発現し、生殖能力を持つようになる。第二次性徴の発現が始まり、子供から大人の身体に変化している期間を思春期と呼ぶ。本項では主にヒトの体について記述する。

## 生理
第二次性徴が発現する2年前よりLH-RHの脈動的分泌の振幅が増大し、視床下部からの性腺刺激ホルモン放出ホルモンの増加が生じることによって、下垂体より性腺刺激ホルモンが分泌される。それを受けて男性では精巣が発育し、女性では卵巣が発育し、それぞれ精巣からテストステロンやアンドロゲンが、卵巣からエストロゲンが分泌されて生じ、第二次性徴が発現する。染色体異常や性分化疾患、内分泌器系の異常などがある人は、正常な性徴が見られない場合がある。

## 発育

男性は男性器・陰毛のタナー段階が共にIの時が一次性徴で、最初に二次性徴が生じるのは男性器のタナー段階がIIになったとき（陰毛はそれより後にIIとなる）

女性は乳房・陰毛のタナー段階が共にIの時が一次性徴で、最初に二次性徴が生じるのは乳房のタナー段階がIIの前半（乳頭期）になったとき（陰毛はそれより後にIIとなる）

男女とも第二次性徴が現れる時期、順序、見た目、発達具合などには個人差がある。
第二次性徴の始まる時期は、女子の方が1年9ヵ月程早く、女子の方が11cm程低身長時から始まる。
第二次性徴の発現が始まるのは、平均して年齢では男子が11歳6か月、女子が9歳9か月で、身長では男子で約145cm・女子で約134cmである。
個人差により前後１年半・誕生月により前後半年の差があり、４月生まれの早熟女子は小２前半・３月生まれの奥手男子は中１終わりとなる。　
※肥満の子は早くなる傾向にあり、小さい頃は大柄だが、最終身長は小さくなる傾向がある。
最初に第二次性徴が生じるのは男性は男性器の発達（男性器のタナー段階II）、女性は乳房の発達（Thelarche・乳房のタナー段階II前半→乳頭期）である。男女別の第二次性徴の具体的発現順序などについては、思春期の項を参照のこと。毛深い男子は、陰毛の順番が早かったりする。